# Zahlé
Zahlé este un oraș din Liban, capitala Guvernoratului Beqaa. Marea majoritate a locuitorilor sunt creștini.